# Irma Lindqvist
Irma Lindqvist, född 1963 i Tallinn, Estland, är en estländsk-svensk silversmed.
Lindqvist studerade vid Konstuniversitetet i Tallinn. Separat har hon ställt ut på Nationalbiblioteket i Tallinn och A Galleri i Tallinn, hon har medverkat i samlingsutställningar på Valands konsthögskola, Goldsmiths School i Lahti Finland, Town Hall Jail i Tallinn, Konstföreningen för ädelmetallsmycken i Tallinn och på Värmlands museum.